# 纳齐尔·艾哈迈德·德拉威
纳齐尔·艾哈迈德·德拉威（英語：Nazir Ahmad Dehlvi；1831年—1912年）是乌尔都语的作家、宗教改革家。
他关注穆斯林女性的教育与命运。其小说多围绕完美女性的想法展开，而这些作品因其实用价值，在被视为年轻女性的向导。